# Borgo La Noce
Borgo La Noce si trova a Firenze nel quartiere storico di San Lorenzo. La strada infatti congiunge piazza San Lorenzo con piazza del Mercato Centrale.

## Storia e descrizione
Il nome "borgo" indica che si trattava di una strada che usciva da una porta cittadina, come ne esistono alcune altre a Firenze (Borgo Santi Apostoli, Borgo La Croce, Borgo Albizi, Borgo Ognissanti...) in questo caso la porticina che era all'estremità nord delle mura del 1173 - 1175.
Non è chiaro perché questa strada si chiami "la Noce". Sicuramente si tratta di un nome molto antico, risalente a prima della seconda cerchia, e forse si riferisce a un albero di noce che cresceva nelle vicinanze: dopotutto fino al XIII secolo questa zona era aperta campagna.